# سیارک ۶۵۳۶۳
سیارک ۶۵۳۶۳ (به انگلیسی: 65363 Ruthanna، نامگذاری:2002PQ11) شصت و پنج هزار و سیصد و شصت و سومین سیارک کشف شده‌است که در ۷ اوت ۲۰۰۲ کشف شد.